# Pilar Castellanos Cuesta
Pilar Castellanos Cuesta (Laguna de Duero, Valladolid, 24 octubre de 1935 - Granollers, 16 de novembre de 2020) fou una infermera granolllerina, coneguda com a Piluca.
Va arribar a Granollers al 1964 per format part de les Carmelites de la Caritat Vedruna. Titulada en Infermeria, i col·legiada al Col·legi Oficial d'Infermeres i Infermers de Barcelona, es va integrar ràpidament en la comunitat i va començar, juntament amb altres companyes i metges de l'Hospital de Granollers, a impulsar nous projectes organitzatius al centre sanitari. El principal, va ser la posada en marxa de l'Escola d'Infermeria el 1975. Aquesta iniciativa va permetre comptar amb unes infermeres professionals, que van tenir l'oportunitat de fer els estudis a Granollers i treballar a l'hospital a continuació. Van ser els anys en què es van establir les bases per a un hospital modern, deixant enrere èpoques de penúries i dificultats en les quals era més conegut per les tasques d'asil que per les de salut.
Entre el 1977 i el 1992, va ser directora d'Infermeria. Durant aquesta etapa, ella i la Comunitat Vedruna van afrontar moments complicats quan des de la gerència es va qüestionar la seva feina i la seva continuïtat en el centre sanitari. Solucionada la qüestió, gràcies al canvi de gerent i en part al gran suport que van rebre per part de la ciutadania, les monges Vedruna van continuar exercint les seves tasques. El 1992 va ser nomenada coordinadora del personal d'administració i recepció. Jubilada el 2000, va decidir continuar vinculada a l'Hospital tot realitzant diverses tasques de voluntariat a la Unitat de Cures Pal·liatives i al servei d'Acompanyament Espiritual i Religiós. Inaugurat el nou edifici de Consultes Externes el 2009, hi va seguir col·laborant, juntament amb Josefina Hernández, informant els pacients que acudien a les visites, feina que va fer fins pocs dies abans de l'esclat de la Covid-19.
La dedicació de Castellanos a l'Hospital de Granollers va ser reconeguda en diverses ocasions i molt especialment el 24 d'octubre del 2000, quan es va jubilar i va rebre un multitudinari homenatge. Va ser obsequiada amb una ceràmica de Montserrat Mainar, va agrair l'homenatge i va demanar que “l'Hospital continuï treballant sense perdre l'eficàcia i els valors que sempre l'han caracteritzat”.
La seva feina va merèixer també el reconeixement del sector. Als actes del 8è Congrés d'Infermeria Catalana, l'Associació Catalana d'Infermeria va atorgar-li la presidència honorífica com a model i mestratge de la professió. El 2012 va formar part dels candidats a Vallesà de l'Any d'El 9 Nou. I el 2015, la comunitat de la qual formava part va rebre la distinció del Premi Les Mans de l'hospital granollerí.